# Xã Sibley, Quận Kidder, Bắc Dakota
Xã Sibley (tiếng Anh: Sibley Township) là một xã thuộc quận Kidder, tiểu bang Bắc Dakota, Hoa Kỳ. Năm 2010, dân số của xã này là 77 người.